# Helmut Wohnout
Helmut Wohnout (* 3. Februar 1964 in Wien) ist ein österreichischer Historiker, Archivar und Ministerialbeamter. Seit 1. November 2019 ist er Generaldirektor des Österreichischen Staatsarchivs.

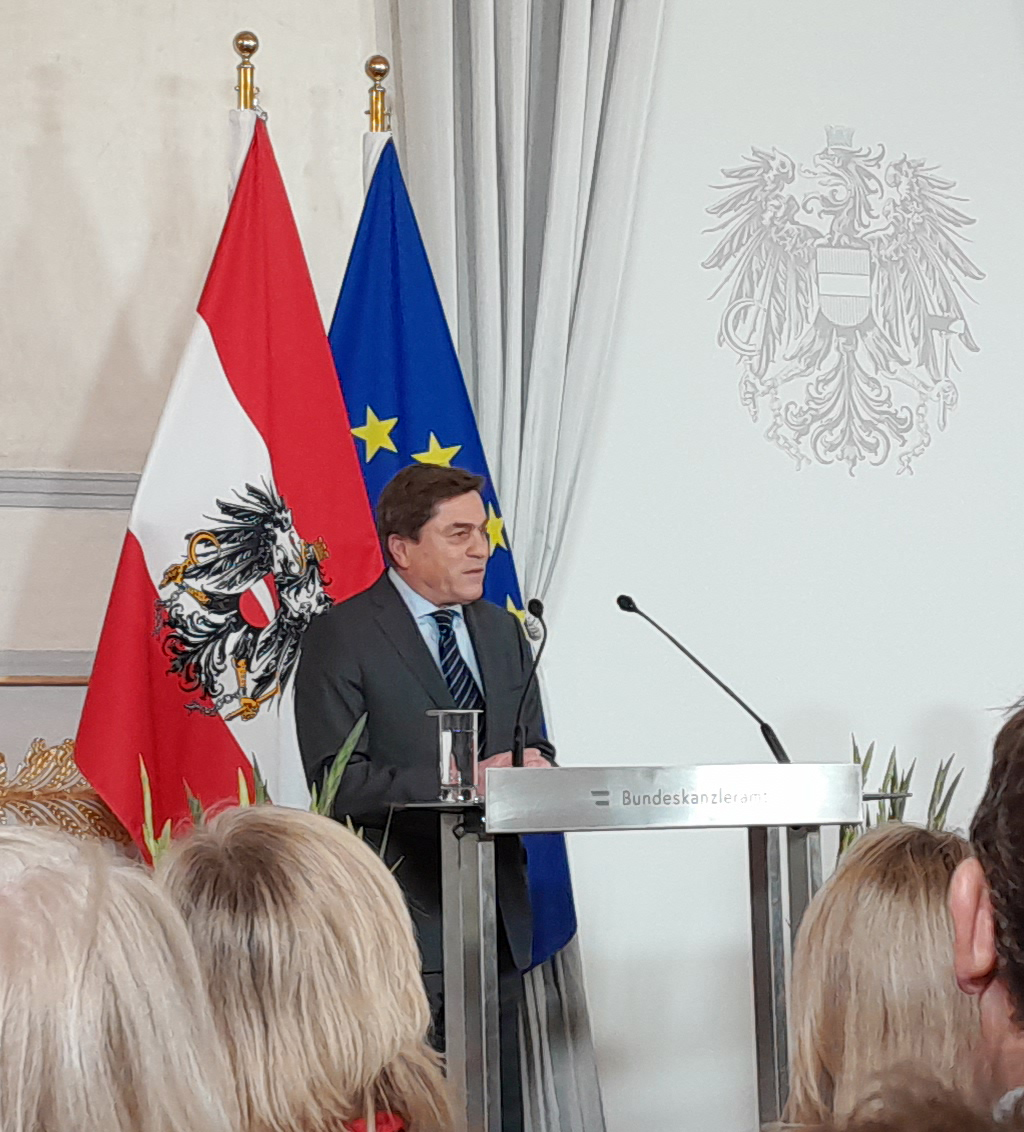
Helmut Wohnout im Dezember 2023

## Leben
Nach dem Besuch des Wiener Schottengymnasiums studierte Wohnout Geschichte an der Universität Wien und der Georgetown University in Washington, D.C. Nach seiner Sponsion zum Magister der Philosophie im Jahr 1987 wurde er 1991 zum Dr. phil. promoviert.
Seit 1983 ist er Mitglied der katholischen Studentenverbindung KaV Norica Wien. Später wurde er noch Mitglied der KAV Capitolina Rom. Von 1992 bis 2000 war er Klubsekretär und Büroleiter des Zweiten Nationalratspräsidenten Heinrich Neisser (ÖVP). Danach war er leitend im Bundeskanzleramt in Wien tätig. So war er Kabinettschef des Staatssekretärs für Kunst und Medien Franz Morak (ÖVP) und Abteilungsleiter des Bundespressedienstes.
2011 habilitierte er sich für das Fach Österreichische Geschichte am Institut für Geschichte der Universität Graz und wurde Privatdozent. Außerdem war er von 1993 bis 2019 Geschäftsführer und wissenschaftlicher Leiter des Karl von Vogelsang-Instituts und in dieser Funktion Herausgeber des Jahrbuchs Demokratie und Geschichte. Er ist Verfasser zahlreicher geschichtswissenschaftlicher Bücher.
Seit 1. November 2019 ist er Generaldirektor des Österreichischen Staatsarchivs. Er ist außerdem Mitglied im Kuratorium des Nationalfonds der Republik Österreich für Opfer des Nationalsozialismus und Vorstandsmitglied des Dokumentationsarchivs des österreichischen Widerstandes (DÖW).

## Schriften (Auswahl)
- Regierungsdiktatur oder Ständeparlament? Gesetzgebung im autoritären Österreich (= Studien zu Politik und Verwaltung, Band 43). Böhlau, Wien u. a. 1993, ISBN 3-205-05547-0.
- Das österreichische Hospiz in Jerusalem. Geschichte des Pilgerhauses an der Via Dolorosa. Mit einem Vorwort von Franz König. Böhlau, Wien u. a. 2000, ISBN 3-205-99095-1.
- Antisemitismus vor dem Anschluss. Der österreichische Ständestaat und die Juden 1934–1938. In: Kescher (Zeitschrift des Abraham-Geiger-Kollegs), 3. Jg., Heft 2 (PDF; 1,9 MB) (Frühjahr 2005), S. 16f.
- mit Martin Eichtinger: Alois Mock. Ein Politiker schreibt Geschichte. Styria, Wien u. a. 2008, ISBN 978-3-222-13234-6.
- mit Maddalena Guiotto: Italien und Österreich im Mitteleuropa der Zwischenkriegszeit / Italia e Austria nella Mitteleuropa tra le due guerre mondiali. Böhlau, Wien 2018, ISBN 978-3-205-20269-1.